# Rozpadłe Wrótka
Rozpadłe Wrótka (ok. 1850 m) – niewielka przełączka w Rozpadłej Grani w słowackich Tatrach Zachodnich. Zbudowana ze skał wapiennych grań  oddziela dwie dolinki: Świstówkę Liptowską i Dolinkę Rozpadłą. Rozpadłe Wrótka znajdują się blisko jej południowego końca, prawie poziomego na tym odcinku. Natomiast poniżej Wrótek Rozpadła Grań jest wąska i stromo opada do Jaworowego Żlebu ścianą o wysokości około 50 m. Spod siodełka Rozpadłych Wrótek opada dolnej części Dolinki Rozpadłej wąski i pokryty piargami żleb.